# Álvaro Núñez
Álvaro Núñez, vollständiger Name Álvaro Adrián Núñez Moreira, (* 11. Mai 1973 in Rivera) ist ein ehemaliger uruguayischer Fußballspieler.

## Karriere

### Vereine
Der 1,88 Meter große Torhüter Núñez gehörte zu Beginn seiner Karriere 1993 der Mannschaft von Centro Atlético Fénix an. Sodann spielte er von 1994 bis Ende 1995 für den Club Atlético Cerro. Von Januar 1996 bis Ende Juli 1999 war er für Club Atlético Rentistas aktiv.
In den Spielzeiten 1997 bis 1999 lief er bei den Montevideanern in 54 Spielen der Primera División auf. Anschließend verpflichtete ihn der spanische Erstligist CD Numancia. Für den Klub aus der Provinzhauptstadt Soria bestritt er von seinem Debüt am 22. August 1999 gegen Real Valladolid bis zu seinem letzten Einsatz am 1. Juni 2008 in der Begegnung mit CD Castellón saisonübergreifend insgesamt 134 Ligaspiele, davon 83 in der Primera División und 51 in der Segunda División. Mitte 2008 wechselte er innerhalb Spaniens zu CD Guadalajara in die Segunda División B. Dort kam er in den Spielzeiten 2008/09 und 2009/10 zu 29 bzw. 36 Ligaeinsätzen. In der Saison 2010/11 wird er zwar noch im Kader geführt, wurde jedoch nicht mehr berücksichtigt.

### Nationalmannschaft
Núñez gehörte bereits dem von Nationaltrainer Víctor Púa zusammengestellten uruguayischen Aufgebot bei der Copa América 1999 an. Im Verlaufe des Turniers, das Uruguay nach einer Finalniederlage gegen Brasilien als Vize-Südamerikameister beendete, war er jedoch nur Ersatztorhüter ohne Einsatzzeiten zu erlangen. Er debütierte sodann am 17. November 1999 bei der 0:1-Heimniederlage im Freundschaftsländerspiel gegen die paraguayische Auswahl in der uruguayischen A-Nationalmannschaft, als er von Daniel Passarella, Púas Nachfolger als Trainer, in die Startaufstellung beordert wurde. Dies blieb jedoch sein einziger Länderspieleinsatz in seiner Karriere.

### Erfolge
- Vize-Südamerikameister: 1999